# سارونیدا
سارونیدا (به لاتین: Saronida) یک شهرک در یونان است که در Saronikos Municipality واقع شده‌است.